# Пам'ятник Олександру Довженку (Київ)
Пам'ятник Олександру Довженку в Києві — пам'ятник українському режисеру, кінодраматургу Олександру Петровичу Довженко. Розташований на території Національної кіностудії художніх фільмів імені Олександра Довженка. Автори — скульптор Л. В. Козуб та архітектор П. Д. Орлов.
Пам'ятник відкритий у 1964 році. Являє собою скульптурний бюст на високому п'єдесталі. У 1986 році скульптура з оргскла була замінена на бронзову.

## Опис
Бронзове скульптурне погруддя Олександра Довженка встановлене на високу гранітну колону, на якій вигравірувано підпис митця. Мистецтвознавець Марина Протас трактує стилістику пам'ятника так:
|  | Колона має ренесансно-класицистичні пропорції. Її вертикальний рух продовжується спіралеподібною романтичною композицією портрета з асиметричним плечовим зрізом, що нагадує палаючий смолоскип, який асоціюється з мотивом крила або полум'ям, поривом вітру, що розвіває волосся. Голова різко повернена праворуч, вираз обличчя напружено сконцентрований — ці елементи художньої структури вирішені в дусі естетики суворого стилю, типового для 1960-х рр. |

Пам'ятник перегукується з «Портретом кінорежисера О. Довженка» скульптора Григорія Пивоварова (1940), який першим у скульптурі запропонував саме такий романтично героїзований образ митця.

### Розміри
Загальна висота пам'ятника становить 3,55 м, висота погруддя — 0,95 м, постаменту — 2,50 м, стилобата — 0,10 м.